# Окулово (Радогощинское сельское поселение)
Окулово — деревня в Ефимовском городском поселении Бокситогорского района Ленинградской области.

## История
АКУЛОВО — деревня Чайгинского общества, прихода Пелушского погоста. 

Крестьянских дворов — 5. Строений — 6, в том числе жилых — 5. Жители занимаются рубкой, возкой и сплавом леса.

Число жителей по приходским сведениям 1879 г.: 19 м. п., 15 ж. п.

В конце XIX — начале XX века деревня административно относилась к Борисовщинской волости 5-го земского участка 3-го стана Тихвинского уезда Новгородской губернии.

ОКУЛОВО — деревня Чайгинского общества, дворов — 12, жилых домов — 12, число жителей: 29 м. п., 22 ж. п.

Занятия жителей — земледелие. Река Лидь. (1910 год)

По данным 1933 года деревня Окулово входила в состав Прокушевского вепсского национального сельсовета Ефимовского района.
По данным 1966 и 1973 годов деревня Окулово входила в состав Сидоровского сельсовета Бокситогорского района. В 32 км от деревни находился Боровский лесопункт узкоколейной железной дороги Ефимовского лестрансхоза.
По данным 1990 года деревня Окулово входила в состав Радогощинского сельсовета.
В 1997 году в деревне Окулово Радогощинской волости проживали 4 человека, в 2002 году — 6 человек (русские — 33 %, вепсы — 67 %).
В 2007 году в деревне Окулово Радогощинского СП было зарегистрировано 2 человека, в 2010 году — 2, в 2015 году — постоянного населения не было.
В мае 2019 года Радогощинское сельское поселение вошло в состав Ефимовского городского поселения.

## География
Деревня расположена в северо-восточной части района на автодороге Пелуши — Окулово.
Расстояние до деревни Радогощь — 15 км.
Деревня находится на правом берегу реки Шяймерка.

## Демография
| 1997 | 2002 | 2007 | 2010 | 2017 |
| ---- | ---- | ---- | ---- | ---- |
| 7    | ↘6   | ↘2   | →2   | ↘0   |

## Инфраструктура
На 1 января 2017 года в деревне было зарегистрировано: домохозяйств — 1, проживающих постоянно — 1 человек.